# Univerzita Cardiff
Univerzita Cardiff (anglicky Cardiff University, velšsky Prifysgol Caerdydd) je univerzita sídlící v Cardiffu. Založena byla roku 1883 jako University College of South Wales and Monmouthshire a byla součástí University of Wales. Samostatnou univerzitou se stala až v roce 1999. O založení univerzity na jihu Walesu se začalo uvažovat roku 1879, kdy několik poslanců vyzvalo vládu, aby zvážila špatný stav poskytování vyššího vzdělání ve Walesu. Celkem se zde nachází 26 škol rozdělených do tří kolejí.